# El Zapotal

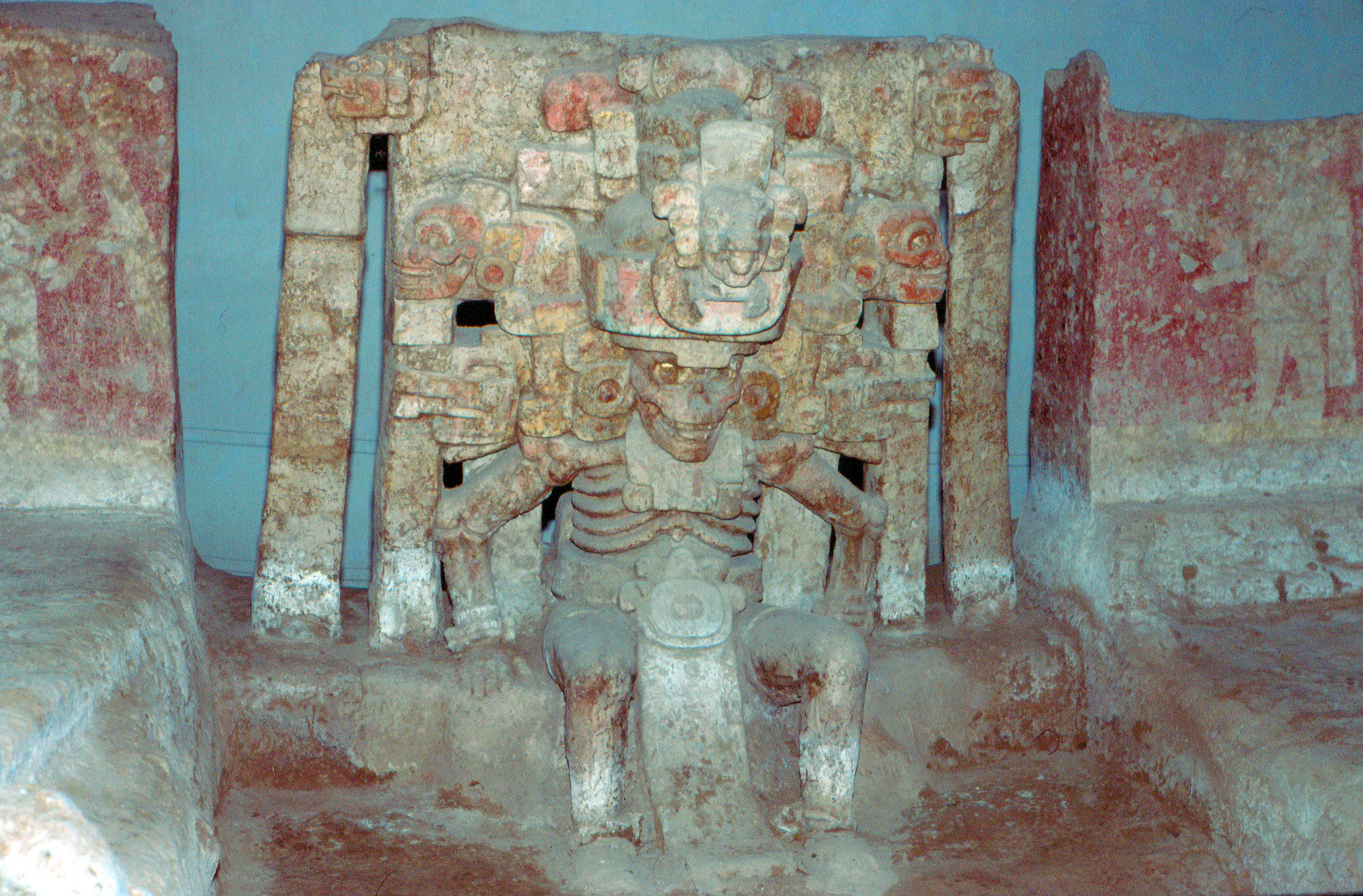
Sculpture du dieu de la mort Mictlantecuhtli.

El Zapotal est un site archéologique totonaque mexicain de l'époque classique, découvert en 1971 dans la municipalité d'Ignacio de la Llave, dans l'État de Veracruz. On y a notamment trouvé un autel dédié au dieu de la mort Mictlantecuhtli, avec une statue en argile de facture remarquable, considérée comme un chef-d'œuvre de l'art totonaque.
La localité d'El Zapotal abrite un musée de site dédié aux vestiges qui y ont été découverts.